# Dante (napuljski metro)
Dante je stanica na liniji 1 napuljske podzemne željeznice. Otvoren je 27. ožujka 2002. kao produžetak linije za 1 stanicu od stanice Museo. Stanica se nalazi između Musea i Toleda. Dana 28. ožujka 2011. linija je dodatno proširena do Università kao non-stop shuttle usluga, jer stanice Toledo i Municipio još nisu bile spremne za uporabu.
Stanica je dobila ime po Piazzi Dante, koja je pak dobila ime po Danteu Alighieriju.